# 高野力哉
高野 力哉（たかの りきや、1970年1月13日 - ）は、日本の俳優である。

## 人物
- 埼玉県出身。血液型はAB型。
- 東宝現代劇養成所 卒業。
- 演劇倶楽部『座』 所属。
- 特技：日本舞踊（林流名取）　ゴム版画
- 資格：普通自動車第1種免許　ホームヘルパー2級

## 略歴
日本大学工学部建築学科卒業。1996年　壤晴彦が主宰する演劇研究室『座』に入所。
現代劇、人情大衆演劇から、シェイクスピア劇、ダンスショー、古典など、洋物・和物・男役・女役・老人役・子供役にとらわれず変幻自在に演じわけ、幅広い活動を行なっている。
演劇倶楽部『座』においては、詠み芝居『高野聖』での象徴ともいうべき魔性の“山の女”役は、まさに当たり役。その姿の可憐さ、美しさ、妖艶さが大絶賛を受け、この作品が受けた池袋演劇祭審査会特別賞受賞への貢献度も大きい。同劇団の詠み芝居『野菊の墓』では、主演の初々しい15歳の少年・政夫役にて、2005年2007年2009年と通算4回演じ、本人の代表作品となりつつある。また所属劇団以外の公演にも活躍の場を広げている。
日舞は林千永（林千枝:改名）に師事し、林流名取・林千太郎。

## 主な舞台
- 1997年以前
  - 『ワン・モア・タイム』（青山円形劇場）
  - 『叙情歌ミュージカル〜絆1997秋』（全国公演）
  - 『たまがわげき97トガリ山のぼうけん』（二子玉川アレーナホール）
  - 『隅田川暮色』（日生劇場・御園座）
  - 『グロリアスな男たち』（青山円形劇場）
  - 新生若葉劇団　『母恋鴉』・音楽劇『鶴』（全国公演）
  - 新生若葉劇団　『鯉名の銀平』・『雪女』（全国公演）　
  - 『れんげ草』（日本橋劇場）
- 1998年
  - 演劇倶楽部『座』詠み芝居（試演）　『雨月物語』（海老名市文化会館小ホール）　老母役
- 1999年
  - 演劇倶楽部『座』詠み芝居　『高野聖』（豊島区民センター文化ホール）　魔性の女役
- 2000年
  - 演劇倶楽部『座』詠み芝居　『杜子春』『奉教人の死』（東京芸術劇場小ホール）　鉄冠子役
  - 演劇倶楽部『座』詠み芝居　『高野聖』（東京芸術劇場小ホール）　山の女役
- 2001年
  - 演劇倶楽部『座』詠み芝居　『賢治アラベスク』（渋谷クロスタワーホール）　紳士役
- 2003年
  - 演劇倶楽部『座』詠み芝居　六作品日替わり公演（紀伊國屋ホール）
  - 演劇倶楽部『座』詠み芝居　『鶴八鶴次郎』（東京芸術劇場小ホール）　噺家役
- 2004年
  - 演劇倶楽部『座』詠み聞かせ　『杜子春』（学士会館）　鉄冠子役　
  - 演劇倶楽部『座』アトリエ公演　『座版 動物園物語』（西荻窪がざびぃ）　主演・ピーター役
  - 木下順二作・観世栄夫演出　『子午線の祀り』（世田谷パブリックシアター）
- 2005年
  - 木下順二作・観世栄夫演出　『子午線の祀り』（熊本・福岡・京都・大阪などツアー公演）
  - 和のメソッド第一回公演　『和のおもちゃ箱』（日本橋劇場）
  - 演劇倶楽部『座』詠み芝居　『野菊の墓』（ツアー公演）　主演・政夫役
- 2006年
  - 蜷川幸雄演出　『間違いの喜劇』（彩の国さいたま芸術劇場・ツアー公演）　リュース役
  - 演劇倶楽部『座』詠み芝居　『山椒大夫』（ベニサン・ピット）　曇猛律師役
- 2007年
  - 『CARE-WAVE AID　〜僕らがそれをする理由〜』（THEATRE1010）
  - 演劇倶楽部『座』詠み芝居　『鳥の物語』（ベニサン・ピット）　藤原不比等役
  - 演劇倶楽部『座』詠み芝居　『野菊の墓』（門真ルミエールホール）　主演・政夫役
  - 和のメソッド第三回公演　『和のおもちゃ箱－夢十夜－」（国立オリンピック記念青少年総合センター）
  - 演劇倶楽部『座』詠み芝居　『山椒大夫』（豊田市能楽堂）　曇猛律師役
  - 演劇倶楽部『座』詠み芝居　『野菊の墓』（東京芸術劇場小ホール）　主演・政夫役
  - 『CARE-WAVE AID　〜僕らがそれをする理由〜』（THEATRE1010）
- 2008年
  - 『水前寺清子一座特別公演』（九州ツアー公演）
  - 新生若葉劇団佐渡公演
  - 劇団ふるさときゃらばん　『地震カミナリ火事オヤジ』（全国ツアー公演）
  - 『水前寺清子一座特別公演』（全国ツアー公演）
  - 演劇倶楽部『座』　『朗読LIVE第四夜 藤十郎の恋』（SHIBUYAアピア）　主演・藤十郎役
- 2009年
  - 齋藤吉正演出　『届かなかった手紙-ADDRESS UNKNOWN-』（ベニサン・ピット）　主演・マルティン役
  - 演劇倶楽部『座』詠み芝居　『歌行燈』（東京芸術劇場小ホール）　主演・恩地喜多八役
  - 『水前寺清子一座特別公演』（四国ツアー公演）
  - 新生若葉劇団東京公演　『－原点－ 次郎長外伝・舞踊絵巻』（武蔵野芸能劇場）
  - 『水前寺清子一座特別公演』（6月ツアー公演）
  - フジテレビアナウンサー・演劇倶楽部『座』朗読Legend　『源氏物語』『宇治十帖』（四谷区民ホール）　匂宮（心の声）役
  - 演劇倶楽部『座』詠み芝居　『野菊の墓』（京都・広島・静岡・神奈川ツアー公演）　主演・政夫役
  - 祭田力演出　『銀座浪漫派物語』（博品館劇場）　宮崎和夫役

## その他の活動
- PlayStation 2『しばいみち』ケンジ先生役・悪代官役（2003年）
- J-WAVE『VOICE...』ナレーション（2004年より1年間）